# Batalla de Alalia
La batalla de Alalia (hacia 537 a. C.) fue un  combate naval entre cartagineses, aliados con los etruscos, contra los griegos de la colonia focense de Alalia (actual Aleria), situada al este de Córcega.

## Causas
La presión del Imperio aqueménida sobre el reino de Lidia había desviado los intereses griegos hacia el Mediterráneo Occidental, donde florecían sus colonias comerciales como Emporion o Massalia (fundada hacia 600 a. C.). Con el este de Sicilia y el sur de Italia (conocida como Magna Grecia) aseguradas, los griegos decidieron asegurar la ruta entre el estrecho de Mesina y el golfo de León estableciendo la colonia de Alalia en Córcega. En el año 547 a. C., muchos de los griegos de Focea (Asia Menor) que huían de las tropas persas que acababan de conquistar su ciudad emigraron hacia las colonias occidentales, recalando en su mayor parte precisamente en Alalia.
Por su parte, los cartagineses, a las órdenes de la familia de los magónidas, se hallaban asimismo en un proceso de expansión. Crearon auténticas ciudades en Ispanim o Hispania, donde antes sólo había factorías fenicias (como Gadir, Sexi o Malaka), si bien existen teorías que hablan de que los cartagineses barrieran Tartessos por aliarse con los griegos;[cita requerida] y abriendo nuevas rutas comerciales hacia el Atlántico. Los cartagineses también estaban presentes en el oeste de Sicilia (en creciente competencia con los griegos) y en la isla de Cerdeña, por lo que interpretaron la presencia griega en Córcega como una amenaza para sus intereses. Los etruscos, asentados en el norte de Italia, también recelaban del tráfico griego frente a sus costas y pronto sellaron una alianza con Cartago.

## La batalla
La flota etrusco-cartaginesa (estimada entre 100 y 120 naves) se dirigió a Alalia con la intención de destruirla, bajo el pretexto de que se trataba en realidad de un nido de piratas. A ella se enfrentó una escuadra focense de apenas 60 naves (probablemente penteconteras, provistas de 48 remos y 2 timones, ya que la trirreme aún no estaba muy extendida). Los griegos consiguieron suplir la inferioridad numérica con su superioridad táctica, por lo que lograron destruir la flota enemiga.
Sin embargo, este resultado fue en realidad una derrota vergonzosa para los griegos, cuyas pérdidas fueron tan cuantiosas que hubieron de renunciar a su política expansionista. Según Heródoto, cuarenta de las sesenta naves focenses fueron destruidas, y de las restantes muchas quedaron dañadas. Las pérdidas etrusco-cartaginesas no se mencionan.

ἐπείτε δὲ ἐς τὴν Κύρνον ἀπίκοντο, οἴκεον κοινῇ μετὰ τῶν πρότερον ἀπικομένων ἐπ᾽ ἔτεα πέντε, καὶ ἱρὰ ἐνιδρύσαντο. καὶ ἦγον γὰρ δὴ καὶ ἔφερον τοὺς περιοίκους ἅπαντας, στρατεύονται ὦν ἐπ᾽ αὐτοὺς κοινῷ λόγω χρησάμενοι Τυρσηνοὶ καὶ Καρχηδόνιοι, νηυσὶ ἑκάτεροι ἑξήκόντα. οἱ δὲ Φωκαιέες πληρώσαντες καὶ αὐτοὶ τὰ πλοῖα, ἐόντα ἀριθμὸν ἑξήκοντα, ἀντίαζον ἐς τὸ Σαρδόνιον καλεόμενον πέλαγος. συμμισγόντων δὲ τῇ ναυμαχίῃ Καδμείη τις νίκη τοῖσι Φωκαιεῦσι ἐγένετο: αἱ μὲν γὰρ τεσσεράκοντά σφι νέες διεφθάρησαν, αἱ δὲ εἴκοσι αἱ περιεοῦσαι ἦσαν ἄχρηστοι: ἀπεστράφατο γὰρ τοὺς ἐμβόλους. καταπλώσαντες δὲ ἐς τὴν Ἀλαλίην ἀνέλαβον τὰ τέκνα καὶ τὰς γυναῖκας καὶ τὴν ἄλλην κτῆσιν ὅσην οἷαι τε ἐγίνοντο αἱ νέες σφι ἄγειν, καὶ ἔπειτα ἀπέντες τὴν Κύρνον ἔπλεον ἐς Ῥήγιον.
Y después vinieron a Córcega, donde vivieron durante cinco años como comunidad junto a aquellos que habían llegado antes, y fundaron allí templos. Pero asaltaron y saquearon a todos sus vecinos, como resultado de lo cual los tirrenos y los cartagineses hicieron causa común contra ellos, y zarparon en su contra con sesenta naves cada uno. Los focenses también armaron sus naves, sesenta en total, y se enfrentaron al enemigo en el así llamado Mar Sardonio. Combatieron y los focenses vencieron, pero fue sólo una victoria cadmea, pues perdieron cuarenta de sus naves, y las veinte restantes quedaron inutilizadas, con sus espolones retorcidos. Navegaron después hacia Alalia, embarcaron a sus mujeres e hijos así como todas las posesiones que sus barcos podían alojar, y dejando Córcega navegaron hasta Regio.
Heródoto, Historias 1.166

## Consecuencias
La derrota marcó el final de la talasocracia focense en el Mediterráneo occidental, que quedaría bajo dominio cartaginés. Por su parte, las colonias griegas de la costa levantina española y del sur de Francia quedaron aisladas de sus metrópolis. 
Las últimas citas de Tartessos como un estado existente proceden de esta época. Es posible que la desaparición de los griegos focenses en la zona tras la batalla, que según Heródoto eran estrechos aliados y colaboradores de los tartésicos, provocase una fuerte crisis económica en la zona. La cercanía de Gadir, base del nuevo monopolio cartaginés en el Atlántico, contribuyó seguramente al desplome económico de Tartessos, que acabó sumiéndose en el olvido.
Muchos etruscos se asentaron entonces en Córcega, aunque ésta, al igual que la vecina Cerdeña, quedaría pronto bajo la influencia púnica. Debido a esto, los etruscos se ven obligados a renunciar al comercio con los celtas del norte de Europa por la ruta del Ródano. Como consecuencia, los Príncipes Hallstáticos —conocidos como keltoi por los griegos— hasta entonces intermediarios entre etruscos y celtas, entraron en crisis.